# Erin Rooney
Erin Jane Rooney (Christchurch, 3 settembre 1990) è un'ex cestista neozelandese con cittadinanza britannica.

## Carriera
Con la Nuova Zelanda ha disputato i Campionati oceaniani del 2009.